# 릿쇼 대학 축구부
릿쇼 대학 축구부(일본어: 立正大学サッカー部)는 일본 사이타마현 구마가야시에 위치한 릿쇼 대학의 축구부이다.